# Beigucheng
Beigucheng (kinesiska: 北古城) är en köping i Kina. Den ligger i provinsen Yunnan, i den sydvästra delen av landet, omkring 51 kilometer öster om provinshuvudstaden Kunming. Antalet invånare är 53 604. Befolkningen består av 26 434 kvinnor och 27 170 män. Barn under 15 år utgör 21,0 %, vuxna 15-64 år 69 %, och äldre över 65 år 9,0 %.
Runt Beigucheng är det ganska tätbefolkat, med 179 invånare per kvadratkilometer. Närmaste större samhälle är Kuangyuan, 8,6 km söder om Beigucheng. Trakten runt Beigucheng består till största delen av jordbruksmark.
Genomsnittlig årsnederbörd är 1 007 millimeter. Den regnigaste månaden är juni, med i genomsnitt 216 mm nederbörd, och den torraste är januari, med 12 mm nederbörd.